# Ritchie Coster
Ritchie Coster (Londres, 1 de julio de 1967) es un actor británico, reconocido por interpretar el papel de Dietrich Banning en The Tuxedo (2002), Chechen en The Dark Knight (2008), Elias Kassar en Blackhat (2015), Austin Chessani en la segunda temporada de True Detective y Francisco Scaramucci en Happy!

## Filmografía

### Cine
| Año  | Título                  | Papel            | Notas        |
| ---- | ----------------------- | ---------------- | ------------ |
| 1999 | The Thomas Crown Affair | Janos            |              |
| 2000 | The Photographer        |                  |              |
| 2000 | Bait                    |                  |              |
| 2001 | 15 minutos              |                  |              |
| 2002 | Pipe Dream              | Pascal           |              |
| 2002 | The Tuxedo              | Dietrich Banning |              |
| 2006 | The Sentinel            |                  |              |
| 2007 | American Gangster       | Joey Sadano      |              |
| 2008 | The Dark Knight         | Chechen          |              |
| 2010 | The Bounty Hunter       | Ray              |              |
| 2010 | Let Me In               | Sr. Zoric        |              |
| 2010 | Pete Smalls Is Dead     | Hal Lazar        |              |
| 2014 | By the Gun              | Tony Matazano    |              |
| 2014 | Rose                    | Samuel           | Cortometraje |
| 2015 | Blackhat                | Elias Kassar     |              |
| 2015 | Creed                   | Pete Sporino     |              |
| 2016 | The Great & The Small   | Richie           |              |
| 2017 | Submission              | Dean Bentham     |              |
| 2023 | Rumble Through the Dark | Baron            |              |

### Televisión
| Año       | Título                                                                              | Papel                           | Notas           |
| --------- | ----------------------------------------------------------------------------------- | ------------------------------- | --------------- |
| 1997      | Dellaventura                                                                        |                                 | 1 episodio      |
| 1997-1998 | New York Undercover                                                                 | Keith Draper                    | 2 episodios     |
| 1998      | F/X: The Series                                                                     | Jimmy Hickman                   | 1 episodio      |
| 1998      | Rear Window                                                                         | Julian Thorpe                   | Telefilme       |
| 1999      | Law & Order: Special Victims Unit                                                   | Carlo Parisi                    | 1 episodio      |
| 1999      | Third Watch                                                                         | Rudy                            | 1 episodio      |
| 2000      | Sex and the City                                                                    | Caleb McDougal                  | 1 episodio      |
| 2000-2001 | As the World Turns                                                                  | Gabriel Frank                   |                 |
| 2000-2006 | Law & Order                                                                         | Jorgan Stern                    | 3 episodios     |
| 2002-2009 | Law & Order: Criminal Intent                                                        | Simon Matic                     | 2 episodios     |
| 2002      | HBO First Look                                                                      | Él mismo                        | 1 episodio      |
| 2003      | Hack                                                                                | Nick Trepov                     | 2 episodios     |
| 2004      | Traffic                                                                             | Fazal                           | 3 episodios     |
| 2004      | With God on Our Side: George W. Bush and the Rise of the Religious Right in America | Él mismo                        | Telefilme       |
| 2005      | Jonny Zero                                                                          | Garret                          | 10 episodios    |
| 2005      | Law & Order: Trial by Jury                                                          | Shane Lucas                     | 1 episodio      |
| 2005-2006 | Guiding Light                                                                       | Nate / Alfred                   | 4 episodios     |
| 2005-2006 | Beautiful People                                                                    | Tyler Lustig                    | 3 episodios     |
| 2006      | Kidnapped                                                                           | Bradwell Scott                  | 1 episodio      |
| 2008      | John Adams                                                                          | Capitán Preston                 | 1 episodio      |
| 2008      | CSI: Crime Scene Investigation                                                      | Arthur Blisterman               | 1 episodio      |
| 2009      | Virtuality                                                                          | Dr. Jimmy Johnson               | Telefilme       |
| 2011-2012 | Luck                                                                                | Renzo                           | 9 episodios     |
| 2011      | Person of Interest                                                                  | Asesino                         | 1 episodio      |
| 2012      | Luck: A Day at the Races                                                            | Él mismo                        | Telefilme       |
| 2013      | The Blacklist                                                                       | Anslo Garrick                   | 2 episodios     |
| 2014      | Babylon Fields                                                                      | Ernie                           | Telefilme       |
| 2015      | HBO First Look: Blackhat                                                            | Él mismo                        | Telefilme       |
| 2015      | Blackhat: On Location Around the World                                              | Él mismo                        | Documental      |
| 2015      | Blackhat: Creating Reality                                                          | Él mismo                        | Documental      |
| 2015      | True Detective                                                                      | Austin Chessani                 | 7 episodios     |
| 2017      | Billions                                                                            | Donald Thayer                   | 3 episodios     |
| 2017      | Shades of Blue                                                                      | Michael Bianci                  | 7 episodios     |
| 2017–2019 | Happy!                                                                              | Francisco "Sr. Blue" Scaramucci | Papel principal |
| 2021      | The Walking Dead                                                                    | Pope                            | 4 episodios     |
| 2022      | Tulsa King                                                                          | Caolan Waltrip                  | 7 episodios     |
| 2025      | Watson                                                                              | Shinwell Johnson                | Papel principal |